# Bodegas Echeverría
Bodegas Echeverría es una bodega de vinos ecuatoriana. Tiene su sede en Machala, Provincia de El Oro. Se dedica a la producción  y comercialización de vinos ecuatorianos.

## Historia
En los años 80 el empresario agrícola Lcdo. César Echeverría Barreiro promovió investigaciones  para descubrir si era posible desarrollar la industria vitivinícola en el sur de Ecuador. Tras algunos años de experimentación la empresa desarrolló los sistemas  para cultivar uvas en esta zona tropical tradicionalmente bananera.

## Viñedo Cabo de Lampa
Cabo de Lampa es donde Bodegas Echeverría cultiva sus uvas para producir el vino. El viñedo consta de aproximadamente 11 hectáreas cultivadas. Se encuentra encajado en el triángulo conformado por los poblados de Jumón, La Cuca, y La Pitahaya en la Provincia de El Oro al sur de Ecuador.

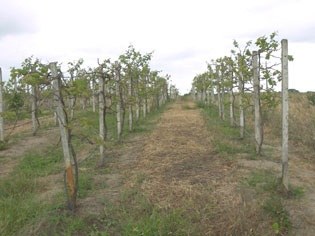
Viñedo de Bodegas Echeverría en el sur de Ecuador.

## Desarrollo Comunitario y Cultural
La empresa promueve la cultura en la Provincia de El Oro patrocinando algunas actividades en alianza con la Casa de la Cultura Ecuatoriana. Debido a lo poco usual de su actividad ha sido parte de algunos reportajes y documentales culturales; el más relevante de todos fue el de la Revista Vistazo en la edición N.692 (PP. 21-22) de 1996.